# Stephen Pichon

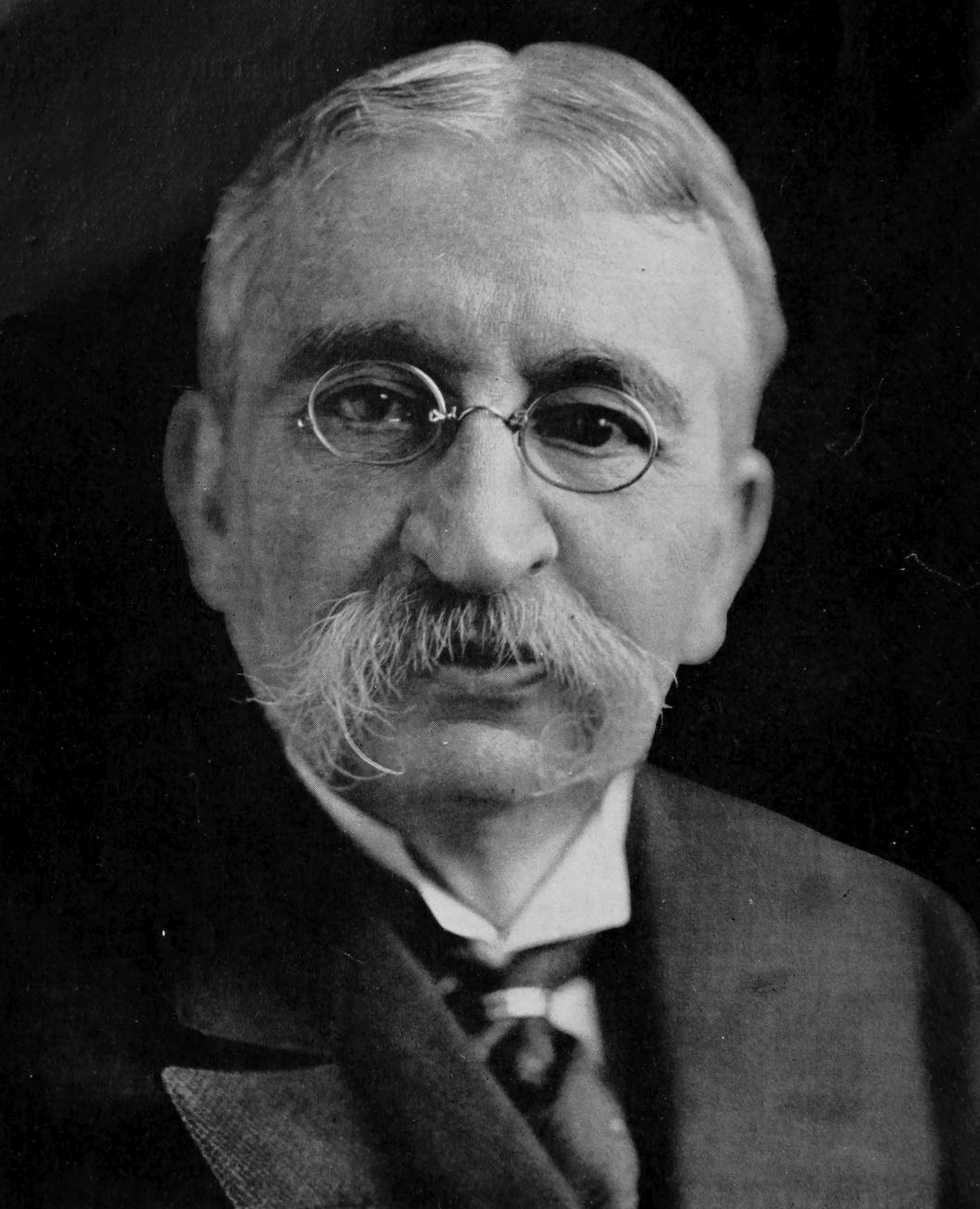
Stephen Pichon

Stephen Jean Marie Pichon (* 10. August 1857 in Arnay-le-Duc, Côte-d’Or; † 18. September 1933 in Vers-en-Montagne, Jura) war ein französischer Politiker.

## Leben
Als Journalist arbeitete er bei der Tageszeitung La Justice des späteren Premierministers Georges Clemenceau, bevor er 1885 als Abgeordneter in die Deputiertenkammer gewählt wurde. Später diente er als Diplomat in Port-au-Prince, Santo Domingo, Rio de Janeiro, Peking und Tunis. Im Jahr 1900 nahm er in Peking an Verhandlungen zur Beendigung des Boxeraufstands teil.
1906 berief ihn Clemenceau in sein Kabinett als Außenminister. Dieses Amt behielt er auch nach dem Sturz Clemenceaus im Jahr 1909 bis 1911. Als der von ihm immer unterstützte Clemenceau von 1917 bis 1920 erneut Premierminister wurde, berief dieser Pichon erneut zum Außenminister. Er war maßgeblich an der Pariser Friedenskonferenz zur Beendigung des Ersten Weltkriegs beteiligt, aus der die Pariser Vorortverträge hervorgingen.

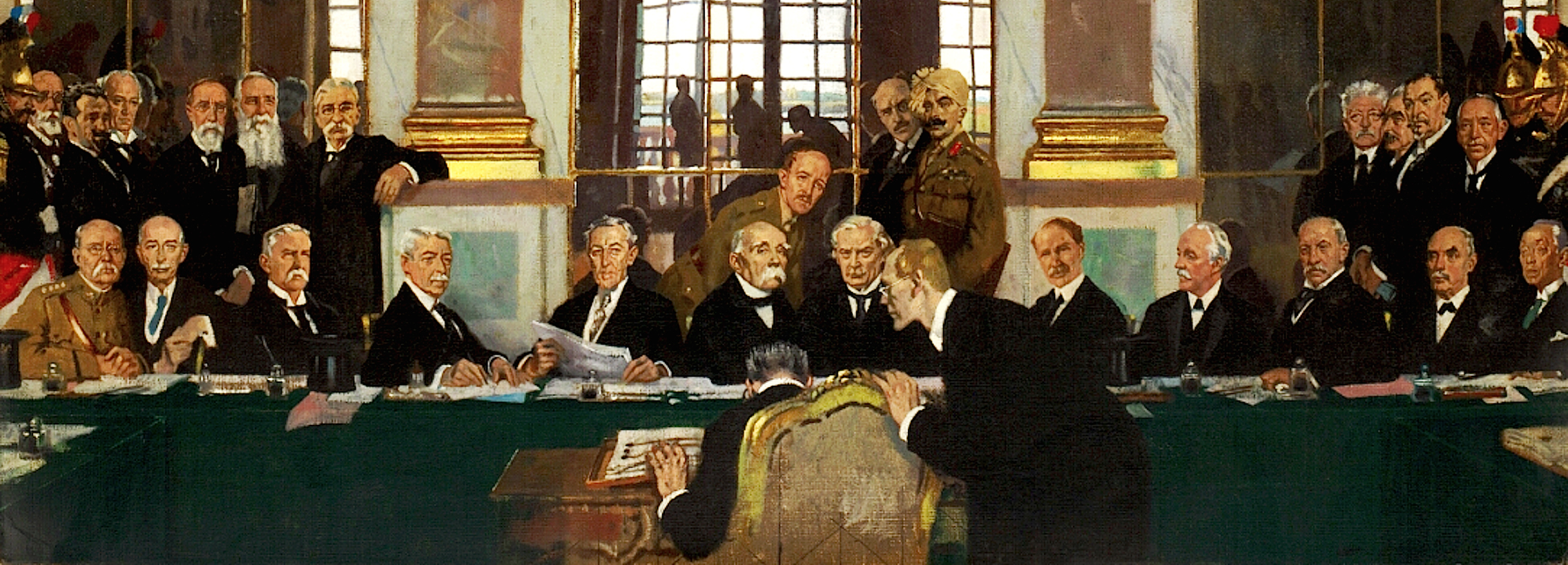
Unterzeichnung des Friedensvertrags im Spiegelsaal von Versailles 1919 (Fragment); Stephen Pichon, hinten, am Pfeiler lehnend.

Nach seinem Rückzug aus der aktiven Politik wurde er Herausgeber des Petit Journal. 1910 wurde er als Kommandeur der Ehrenlegion ausgezeichnet.